# 면도솔

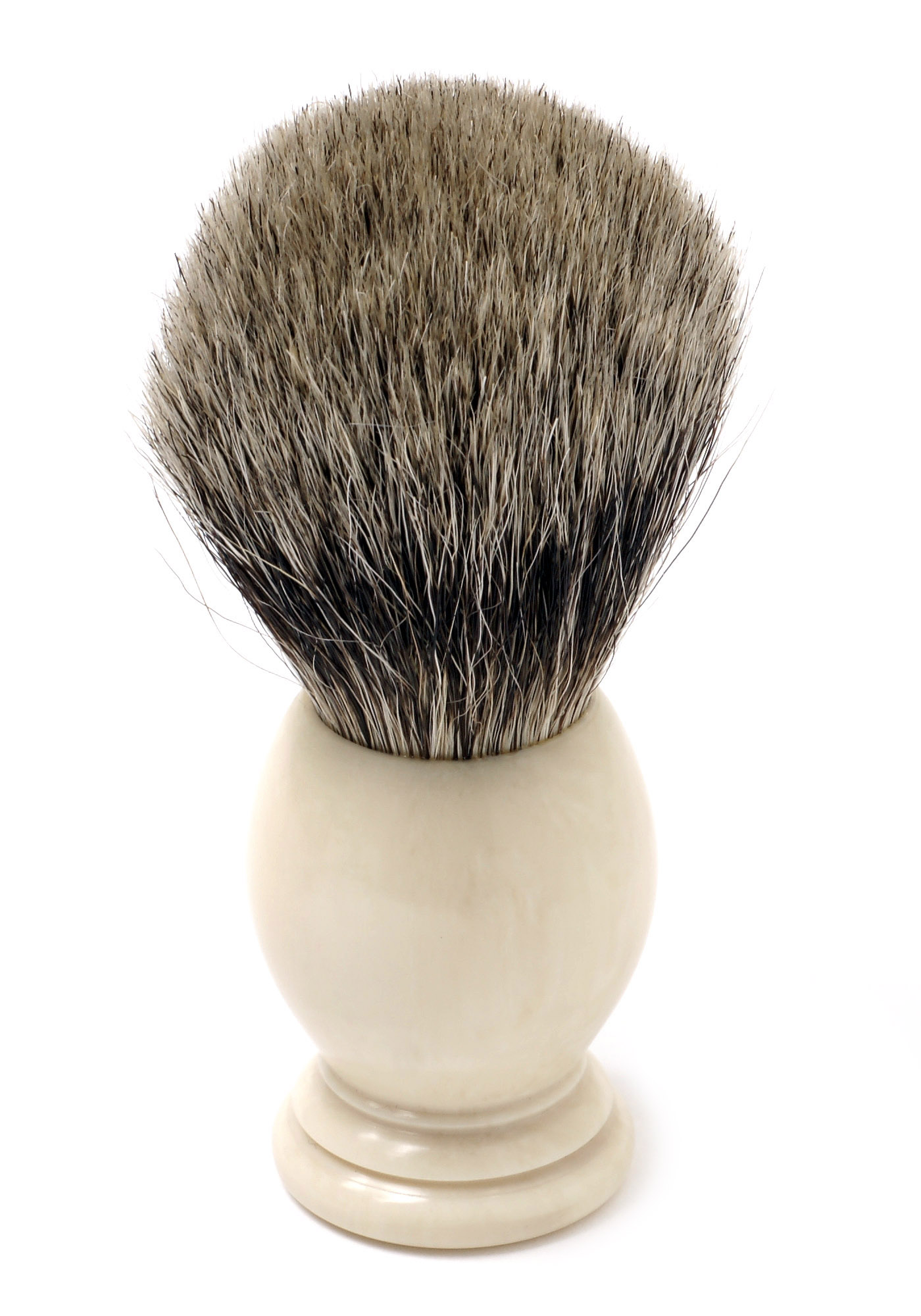
면도솔

면도솔 또는 셰이빙 브러시(영어: shaving brush)는 면도 비누나 면도 크림으로 거품을 만들고 면도할 때 얼굴에 바르는 데 사용되는 작은 솔이다.
현대의 면도솔은 1750년대 프랑스에서 유래되었을 수 있다. 프랑스어로 면도솔을 blaireau (오소리)라고 부르는데, 고급 면도솔은 오소리 털을 사용하기 때문이다.